# 리투아니아-벨로루시 소비에트 사회주의 공화국

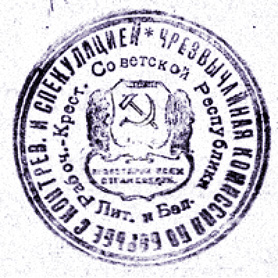
리투벨 체카의 국장

리투아니아-벨로루시 소비에트 사회주의 공화국(리투아니아-벨로루시 SSR, 리투아니아어: Lietuvos–Baltarusijos Tarybinė Socialistinė Respublika, 벨라루스어: Літоўска–Беларуская Савецкая Сацыялістычная Рэспубліка, 러시아어: Литовско–Белорусская ССР, 폴란드어: Litewsko–Białoruska Republika Radziecka) 또는 간단히 리투벨은 소련의 사회주의 공화국으로, 현대 벨라루스와 동부 리투아니아의 영토 내에 1919년에 약 5개월 동안 존재했다.

## 같이 보기
- 벨라루스의 역사
- 리투아니아의 역사
- 벨로루시 소비에트 사회주의 공화국
- 리투아니아 소비에트 사회주의 공화국
- 소련의 공화국